# Evarcha elegans
Evarcha elegans là một loài nhện trong họ Salticidae.
Loài này thuộc chi Evarcha. Evarcha elegans được Wanda Wesołowska & Anthony Russell-Smith miêu tả năm 2000.